# Новопашин, Роман Иванович
Рома́н Ива́нович Новопашин (1912—1987) — красноармеец Рабоче-крестьянской Красной Армии, участник Великой Отечественной войны, Герой Советского Союза (1943).

## Биография
Роман Новопашин родился 23 декабря 1912 года в селе Трожково (ныне — Нижнетавдинский район Тюменской области). После окончания начальной школы работал бригадиром в колхозе. В июле 1941 года Новопашин был призван на службу в Рабоче-крестьянскую Красную Армию. С августа 1942 года — на фронтах Великой Отечественной войны.
К октябрю 1943 года красноармеец Роман Новопашин был линейным надсмотрщиком 737-й отдельной кабельно-шестовой роты 3-й гвардейской танковой армии Воронежского фронта. Отличился во время битвы за Днепр. В ночь с 6 на 7 октября 1943 года Новопашин переправился через Днепр в Черкасской области Украинской ССР и захватил лодку, на которой совершил четыре рейса через реку. Ему удалось проложить кабель и переправить на плацдарм на западном берегу своих товарищей с оборудованием. В течение двенадцати дней Новопашин поддерживал бесперебойную связь, оперативно устраняя повреждения на линии.
Указом Президиума Верховного Совета СССР от 17 ноября 1943 года красноармеец Роман Новопашин был удостоен высокого звания Героя Советского Союза с вручением ордена Ленина и медали «Золотая Звезда».
В одном из последующих боёв Новопашин был ранен. После выписки из госпиталя он был демобилизован. Проживал и работал сначала на родине, затем в Тюмени. Скончался в 1987 году.
Был также награждён орденом Отечественной войны 1-й степени и рядом медалей.
В честь Новопашина названа улица в Тюмени.